# Вхідна зіниця

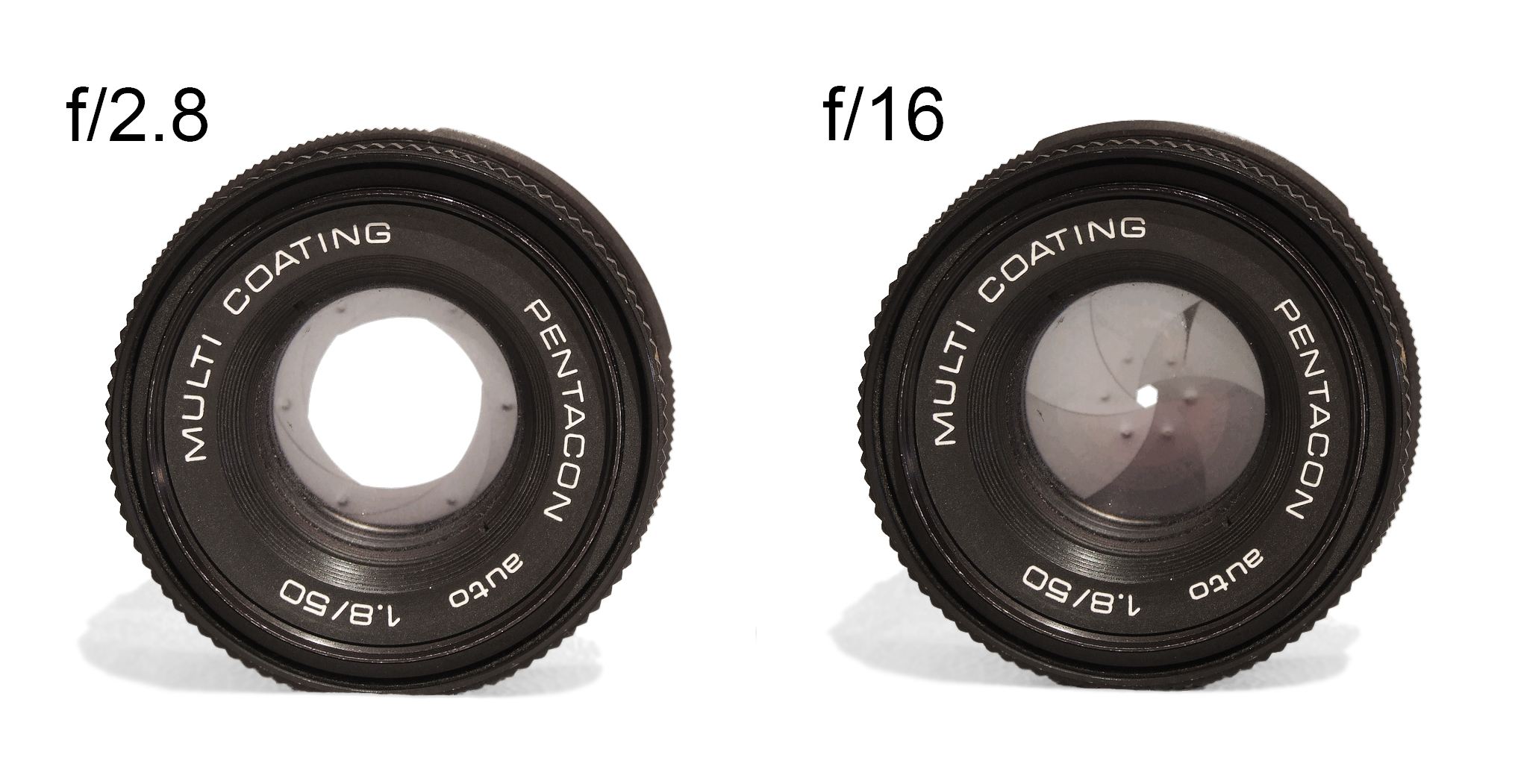
Об'єктив камери, налаштований на велику і малу діафрагму. Вхідна зіниця — це зображення фізичної апертури, видно через передню частину (сторону об’єкта) лінзи. Розмір та розташування можуть відрізнятися від розмірів фізичного отвору через збільшення лінзи.

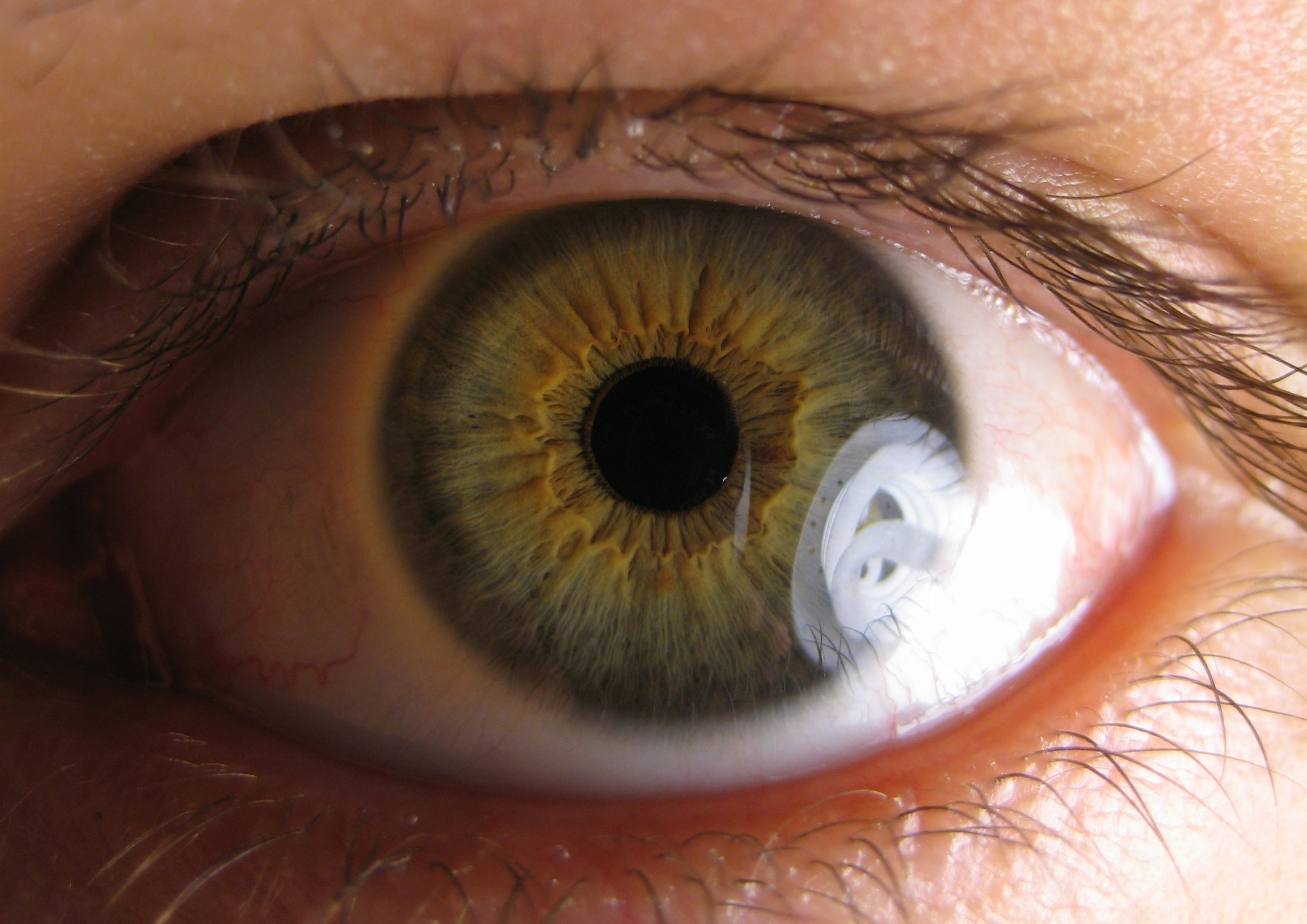
Очевидним місцем розташування анатомічної зіниці людського ока (чорний круг) є вхідна зіниця ока. Зовнішній світ видно з точки в центрі вхідної зіниці. (Сама зіниця, яку дизайнери лінз назвали б апертурою, знаходиться дещо в іншому місці, оскільки зображення збільшується рогівкою.)

В оптичній системі вхідна зіниця — оптичне зображення зупинки фізичної апертури, яке «видно» через передню частину (сторону об’єкта) системи лінз. Відповідне зображення апертури, яке видно через задню частину лінзової системи, називається вихідною зіницею. Якщо перед отвором немає об'єктива (як у камері-обскурі), розташування та розмір вхідного зіниці ідентичні розмірам отвору. Оптичні елементи перед апертурою створюють збільшене або зменшене зображення, яке зміщується від місця розташування фізичного отвору. Вхідний зіниця зазвичай є віртуальним зображенням: він лежить за першою оптичною поверхнею системи.
Геометричне розташування вхідної зіниці є вершиною кута огляду камери  і, отже, її центром перспективи, точкою перспективи, точкою зору, проєкційним центром  або точкою, що не паралаксує.  Цей момент важливий для панорамної фотографії, оскільки камеру потрібно обертати навколо неї, щоб уникнути помилок паралаксації в остаточній, зшитій панорамі.   Панорамні фотографи часто неправильно називають вхідного учня вузловою точкою, що є іншим поняттям. Залежно від конструкції лінзи, розташування вхідних зіниць на оптичній осі може бути позаду, всередині або перед системою лінз; і навіть на нескінченній відстані від лінзи у випадку телецентричних систем.
У фотографії розмір вхідної зіниці (а не розмір самої фізичної апертури) використовується для калібрування відкриття та закриття діафрагмової апертури. F-число ("відносна апертура"), N, визначається як N = f/E N, де f — фокусна відстань, а E N — діаметр вхідної зіниці.  Збільшення фокусної відстані лінзи (тобто збільшення), як правило, призводить до збільшення f-числа, а розташування вхідних зіниць рухається далі по оптичній осі.
Вхідна зіниця людського ока, яка не зовсім така ж, як фізична зіниця, зазвичай становить близько 4 мм в діаметрі. Він може варіюватися від 2 мм ( f/8.3) в дуже яскраво освітленому місці до 8 мм ( f/2.1) в темряві. 